# Фелпс (Вісконсин)
Фелпс (англ. Phelps) — місто (англ. town) в США, в окрузі Вілас штату Вісконсин. Населення — 1238 осіб (2020).

### Клімат
| Клімат : Фелпс        | Клімат : Фелпс | Клімат : Фелпс | Клімат : Фелпс | Клімат : Фелпс | Клімат : Фелпс | Клімат : Фелпс | Клімат : Фелпс | Клімат : Фелпс | Клімат : Фелпс | Клімат : Фелпс | Клімат : Фелпс | Клімат : Фелпс | Клімат : Фелпс |
| Показник              | Січ.           | Лют.           | Бер.           | Квіт.          | Трав.          | Черв.          | Лип.           | Серп.          | Вер.           | Жовт.          | Лист.          | Груд.          | Рік            |
| Середній максимум, °C | −6,7           | −5             | 2,8            | 11,1           | 17,8           | 22,8           | 25,6           | 23,3           | 19,4           | 12,2           | 3,3            | −3,3           | 10,6           |
| Середній мінімум, °C  | −18,9          | −18,9          | −13,9          | −3,3           | 1,7            | 7,8            | 10,6           | 8,3            | 5,0            | 0,6            | −6,1           | −13,3          | −3,3           |
| Норма опадів, мм      | 30             | 25             | 38             | 58             | 81             | 104            | 94             | 102            | 99             | 66             | 51             | 36             | 782            |
| --------------------- | -------------- | -------------- | -------------- | -------------- | -------------- | -------------- | -------------- | -------------- | -------------- | -------------- | -------------- | -------------- | -------------- |
| Джерело: Weatherbase  |                |                |                |                |                |                |                |                |                |                |                |                |                |

## Демографія
Згідно з переписом 2010 року, у місті мешкало 1200 осіб у 544 домогосподарствах у складі 358 родин. Було 1705 помешкань
Расовий склад населення:
| - 97,2 % — білих - 1,7 % — корінних американців - 0,3 % — азіатів |

До двох чи більше рас належало 0,8 %. Частка іспаномовних становила 1,2 % від усіх жителів.
За віковим діапазоном населення розподілялося таким чином: 13,4 % — особи молодші 18 років, 53,3 % — особи у віці 18—64 років, 33,3 % — особи у віці 65 років та старші. Медіана віку мешканця становила 55,4 року. На 100 осіб жіночої статі у місті припадало 101,3 чоловіків;  на 100 жінок у віці від 18 років та старших — 101,0 чоловіків також старших 18 років.
Середній дохід на одне домашнє господарство  становив 58 224 долари США (медіана — 41 528), а середній дохід на одну сім'ю — 68 882 долари (медіана — 48 000). Медіана доходів становила 38 393 долари для чоловіків та 26 750 доларів для жінок. За межею бідності перебувало 15,6 % осіб, у тому числі 23,5 % дітей у віці до 18 років та 7,3 % осіб у віці 65 років та старших.
Цивільне працевлаштоване населення становило 413 осіб. Основні галузі зайнятості: будівництво — 20,8 %, освіта, охорона здоров'я та соціальна допомога — 17,2 %, мистецтво, розваги та відпочинок — 16,0 %.